# Laks (1900)
Laks – norweski torpedowiec z przełomu XIX i XX wieku, jedna z czterech zbudowanych jednostek typu Laks. Okręt został zwodowany 12 lipca 1900 roku w stoczni Horten Verft w Horten i w tym samym roku wszedł w skład norweskiej marynarki. Podczas kampanii norweskiej w 1940 roku jednostka została zdobyta przez Niemców i wcielona do Kriegsmarine pod nazwą „Admiral Deinhard”. Okręt zwrócono Norwegii w maju 1945 roku, po czym został złomowany.

## Projekt i budowa
Torpedowce 1. klasy typu Laks zostały zaprojektowane w niemieckiej stoczni Schichau na bazie torpedowców typu S 67 .
„Laks” zbudowany został w stoczni Horten Verft . Nieznana jest data położenia stępki, a zwodowany został 12 lipca 1900 roku .

## Dane taktyczno-techniczne
Okręt był torpedowcem o długości całkowitej 38,5 metra, szerokości 4,8 metra i zanurzeniu od 1,1 metra na dziobie do 2,15 metra na rufie . Wyporność normalna wynosiła 83 tony, a pełna 107 ton . Jednostka napędzana była przez pionową maszynę parową potrójnego rozprężania o mocy 1150 KM, do których parę dostarczały dwa kotły . Prędkość maksymalna napędzanego jedną śrubą okrętu wynosiła 21 węzłów . Okręt zabierał zapas 17 ton węgla .
Na uzbrojenie artyleryjskie jednostki składały się dwa pojedyncze działka kalibru 37 mm QF Hotchkiss L/45 . Broń torpedową stanowiły dwie pojedyncze wyrzutnie kal. 450 mm .
Załoga okrętu składała się z 23 oficerów, podoficerów i marynarzy .

## Służba
„Laks” został przyjęty w skład Królewskiej Marynarki Wojennej w 1900 roku . W 1940 roku wysłużona siłownia pozwalała jednostce osiągnąć prędkość około 17,5 węzła . W momencie ataku Niemiec na Norwegię torpedowiec wchodził w skład 5 dywizjonu torpedowców, stacjonując w Trondheim . 9 kwietnia 1940 roku jednostka została zdobyta przez Niemców  . W kwietniu 1940 roku „Laks” został wcielony do Kriegsmarine pod nazwą „Admiral Deinhard” (numer burtowy 83) . Okręt zwrócono Norwegii w maju 1945 roku i w tym samym roku został złomowany  .